# Хејсај (Вирџинија)
Хејсај (енгл. Haysi) град је у америчкој савезној држави Вирџинија. По попису становништва из 2010. у њему је живело 498 становника.

## Демографија
Према попису становништва из 2010. у граду је живело 498 становника, што је 312 (167,7%) становника више него 2000. године.
| Група             | 2000.       | 2010.       |
| Белци             | 182 (97,8%) | 488 (98,0%) |
| Афроамериканци    | 4 (2,2%)    | 4 (0,8%)    |
| Азијати           | 0 (0,0%)    | 2 (0,4%)    |
| Хиспаноамериканци | 0 (0,0%)    | 1 (0,2%)    |
| Укупно            | 186         | 498         |